# Annina (Polka)
Annina ist eine Polka-Mazurka von Johann Strauss Sohn (op. 415). Das Werk wurde Ende 1883 oder Anfang 1884 erstmals aufgeführt.

## Einzelnachweis
1. ↑  Quelle: Englische Version des Booklets (Seite 74) in der 52 CDs umfassenden Gesamtausgabe der Orchesterwerke von Johann Strauß (Sohn), Hrsg. Naxos (Label). Das Werk ist als achter Titel auf der 27. CD zu hören.